# Валрам II (Моншау)
Валрам II 'Дългия' фон Моншау (на немски: Walram II (V) 'der Lange' von Monschau; * ок. 1200; † между 20 април и 22 юли 1242) от Дом Лимбург-Арлон, е господар на замък Моншау, Фалкенбург и замък Поилваше (в Ивоар, Белгия).

## Произход
Той е тетият син на херцог Валрам IV фон Лимбург, граф на Люксембург († 1226), и първата му съпруга Кунигунда Лотарингска от Моншау († пр. 1213), дъщеря на херцог Фридрих I от Лотарингия.

## Фамилия
Валрам II се жени пр.юли 1237 г. за графиня Елизабет фон Бар († между 11 април и 1 август 1262), дъщеря на граф Теобалд I от Бар († 1214) и третата му съпруга графиня Ермезинда II Люксембургска († 1247). Те имат децата:
- Валрам III († 1266), господар на Моншау, женен 1250/1251 г. за Юта фон Равенсберг († сл. 1302), дъщеря на граф Ото II фон Равенсберг († 1244) и София фон Олденбург († 1261)
- Берта (* ок. 1225; † 20 април 1254), омъжена I. ок. 1240 г. за граф Дитрих II фон Хохщаден († 1246), II. сл. 11 януари 1246 г. за Дитрих II фон Фалкенбург († 1268)
- Елизабет († сл. 1265), омъжена за Арнолд II фон Щайн († сл. 1274)